# Shadow Hand

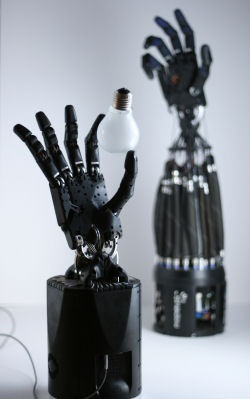
Uma Shadow C6M Smart Motor Hand em frente a uma Shadow C3 Air Muscle Hand

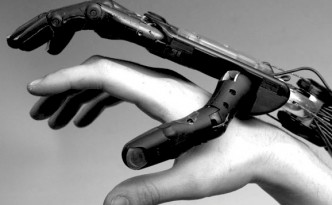
Comparação da Shadow Hand com a mão humana.

A Shadow Dexterous Hand (em português, "mão sombra hábil") é um sistema de mão robótica humaniforme (humanóide) desenvolvido pela empresa Shadow Robot, em Londres. A mão é comparável em tamanho e forma a uma mão humana e reproduz todos os seus graus de liberdade. A mão encontra-se disponível para venda em modelos com funcionamento pneumático ou elétrico, sendo actualmente usada em variadíssimas instituições, como a NASA, a Universidade de Bielefeld, a Universidade Carnegie Mellon e em projectos de investigação da União Europeia como o HANDLE.
A Shadow Hand é a primeira mão robótica a ser comercializada por esta empresa que fez vários protótipos de sistemas humanóides de mãos e braços.

## Design
A Shadow Dexterous Hand foi desenhada por Ty Jones para ser semelhante à média das mãos de um ser humano do sexo masculino. A estrutura do antebraço é ligeiramente maior que a do antebraço humano.
A Shadow Hand tem 24 articulações e 20 graus de liberdade, mais do que os de uma mão humana. Foi desenhada para ter uma amplitude de movimento equivalente à do ser humano. Os quatro dedos da mão incluem duas juntas axiais que unem a falange distal, a falange média e a falange proximal, e uma junta universal que une o dedo ao metacarpo. O dedo mínimo tem uma junta axial a mais no metacarpo para conferir um movimento curvo à palma da mão. O polegar inclui uma junta axial que liga a falange distal à proximal, uma junta universal que liga o polegar ao metacarpo, e uma junta axial na base do metacarpo para conferir um movimento curvo à palma da mão. O pulso inclui duas juntas para permitir os movimentos de flexão/extensão e adução/abdução.
A mão está disponível quer no modelo com motor elétrico quer no modelo com músculos pneumáticos. A mão eléctrica tem um motor de 20 CC no antebraço, enquanto que a mão pneumática é alimentada por 20 pares antagonistas de músculos de ar no antebraço.
Ambos os modelos de mão integram sensores de efeito Hall em todas as juntas para garantir um retorno preciso de posição. A mão com motor eléctrico contém sensores de força para cada grau de liberdade e a mão pneumática contém sensores de pressão para cada músculo. Existem, também, várias opções para o sentido do tacto na mão, como sejam sensores de pressão básicos ou o sensor multimodal BioTac da SynTouch Inc.
O sistema informático da Shadow Hand baseia-se no Sistema Operativo para Robots, através do qual são implementados a configuração, calibração, simulação e controlo da mão. Uma simulação da Shadow Hand pode ser descarregada e instalada no ROS.